# Louis Albert Necker
Louis Albert Necker (auch: Louis-Albert Necker de Saussure; * 10. April 1786 in Genf; † 20. November 1861 in Portree, Schottland) war ein Schweizer Mineraloge (Kristallograph), Geologe, Zoologe und Tagsatzungsgesandter. 

## Leben und Wirken
Louis Albert Necker war der Sohn von Jacques Necker (Neffe des namensgleichen französischen Finanzministers Jacques Necker) und dessen Frau Albertine. Er studierte von 1800 bis 1802 an der Akademie Genf und von 1806 bis 1808 Geologie in Edinburgh. Necker reiste ins schottische Hochland und verfasste eine Landeskunde Schottlands sowie dessen erste geologische Karte. Nach seiner Rückkehr in die Schweiz wirkte er 1810 bis 1817 als Assistenzprofessor und 1817 bis 1835 als Honorarprofessor für Mineralogie und Geologie in Genf. Von 1816 bis 1832 gehörte Necker dem Repräsentierenden Rat von Genf an, 1818 war er Tagsatzungsgesandter. Er publizierte naturwissenschaftliche Werke über die Region Genf und die Schweiz. Später hielt sich Necker als Privatgelehrter oft in Schottland auf, ab 1841 blieb er dauerhaft auf der Hebrideninsel Skye in dem Ort Portree, wo er auch starb und beerdigt wurde. Er war Ehrenmitglied (Honorary Fellow) der Royal Society of Edinburgh. Er war ein leidenschaftlicher Bergsteiger.
Einen grösseren Bekanntheitsgrad erlangte er durch den Entwurf der optischen Illusion, die als Necker-Würfel bekannt ist.

## Werke
- Voyage en Ecosse et aux Iles Hébrides, 1821.
- Necker LA: Observations on some remarkable optical phaenomena seen in Switzerland; and on an optical phaenomenon which occurs on viewing a figure of a crystal or geometrical solid. Lond Edinb Philos Mag J Sci. 1832; 1: 329–337. doi:10.1080/14786443208647909